# Захаров, Василий Георгиевич
Васи́лий Гео́ргиевич Заха́ров (5 января 1934, дер. Хриплы, Фировский район, Тверская область, РСФСР — 17 октября 2023, Москва, Российская Федерация) — советский партийный и государственный деятель, Министр культуры СССР в 1986–1989 годах, заместитель Председателя Совета Министров РСФСР в 1989–1990 годах.

## Биография
В 1957 году окончил Ленинградский государственный университет по специальности экономист, преподаватель политэкономии. Доктор экономических наук (1973). Профессор (1975).
- 1957—1961 — ассистент кафедры политэкономии Томского политехнического института имени С. М. Кирова.
- 1961—1963 — аспирант Ленинградского государственного университета.
- 1963—1966 — в Ленинградском технологическом институте имени Ленсовета: ассистент кафедры политэкономии, исполняющий обязанности доцента;
- 1966—1968 — доцент кафедры политэкономии ЛТИ;
- 1968—1973. — заведующий кафедрой политэкономии ЛТИ.
- 1973—1974 — руководитель лекторской группы отдела пропаганды и агитации Ленинградского обкома КПСС,
- 1974—1978 — заведующий отделом пропаганды и агитации Ленинградского обкома КПСС.
- 1978—1983 — секретарь Ленинградского обкома КПСС.
- 1983—1986 — первый заместитель заведующего отделом пропаганды ЦК КПСС.
- январь—август 1986 — второй секретарь Московского горкома КПСС.
- 1986—1989 — министр культуры СССР.
- 1989—1990 — заместитель Председателя Совета Министров РСФСР.

Член КПСС с 1964, член ЦК КПСС в 1986–1990. Депутат Верховного Совета РСФСР 11 созыва.
Умер 17 октября 2023 года. Похоронен на Кунцевском кладбище (уч. 10).

## Награды
Награждён двумя орденами Трудового Красного Знамени, орденом Дружбы народов.

## Сочинения
- Научно-техническая революция и обновление основных фондов. — Ленинград : Лениздат, 1973. — 206 с.
- От Смольного до Правительства СССР : записки министра культуры СССР. — Москва : Изд-во РАГС, 2010. — 350, [1] с., [16] л. портр. — ISBN 978-5-7729-0438-1
- Культура и власть : записки министра культуры СССР. — Москва : Художественная литература, 2014. — 382, [1] с., [16] л. ил., портр. — ISBN 978-5-280-03649-9